# Annika Annerby Jansson
Annika Annerby Jansson, född 30 oktober 1944 i Linköpings församling, Östergötlands län, är en svensk politiker (moderat). 2006-2014 var hon kommunfullmäktiges ordförande i Lunds kommun. 
Hon är utbildad vid Lunds universitet och var mellan 1975 och 1991 anställd på PLM, bland annat som kommunikationschef.
Hon var mellan 1976 och 2014 ledamot i Lunds kommunfullmäktige, var mellan 1991 och 1994 kommunstyrelsens ordförande i Lund för att från 2006 verka som kommunfullmäktiges ordförande. Från 2006 -2014 samt från 2018 är hon ordförande i  Regionfullmäktige i Region Skåne. 2012-2018var hon vice president i CPMR, Conference of Peripheral Maritime Regions, och under 2013/2014 president för organisationen.
Annika gifte sig 1986 med Arne Jansson som avled 2021.